# Championnats d'Europe de taekwondo 1986
Navigation
Édition précédente Édition suivante
Les championnats d'Europe de taekwondo 1986 ont été organisés du 3 au 5 octobre 1986 à Seefeld, en Autriche. Il s'agissait de la sixième édition des championnats d'Europe de taekwondo.

## Podiums

### Hommes
| Catégorie | Or                | Argent             | Bronze               |
| --------- | ----------------- | ------------------ | -------------------- |
| - 50 kg   | Chan-Ok Choi      | Harun Ateş         | Jan Hansen           |
| - 50 kg   | Chan-Ok Choi      | Harun Ateş         | Dario Manca          |
| - 54 kg   | Josef Salim       | Turgut Uçan        | Geremia Di Constanzo |
| - 54 kg   | Josef Salim       | Turgut Uçan        | José Guerra          |
| - 58 kg   | Ole Nielsen       | Şakir Bezcir       | Erwin Goewie         |
| - 58 kg   | Ole Nielsen       | Şakir Bezcir       | Eduardo Rodríguez    |
| - 64 kg   | Franck Cribaillet | Andreas Hoflehner  | Lucio Cuozzo         |
| - 64 kg   | Franck Cribaillet | Andreas Hoflehner  | Cengiz Yağız         |
| - 70 kg   | Ruben Thijs       | Ahmet Ercan        | Pietro Carrieri      |
| - 70 kg   | Ruben Thijs       | Ahmet Ercan        | Georg Streif         |
| - 76 kg   | Helmut Köck       | Robert Beckenbauer | Chris Sawyer         |
| - 76 kg   | Helmut Köck       | Robert Beckenbauer | Luigi D’Oriano       |
| - 83 kg   | Metin Şahin       | Martin Bernhofer   | Francesco Gentile    |
| - 83 kg   | Metin Şahin       | Martin Bernhofer   | Erich Zaller         |
| + 83 kg   | Michael Arndt     | Tonny Sørensen     | Kimmo Tirkkonen      |
| + 83 kg   | Michael Arndt     | Tonny Sørensen     | Ali Şahin            |

### Femmes
| Catégorie | Or                | Argent            | Bronze                 |
| --------- | ----------------- | ----------------- | ---------------------- |
| - 43 kg   | Neyla Demirel     | María Rosa Moreno | Gerlinde Aidelsburger  |
| - 43 kg   | Neyla Demirel     | María Rosa Moreno | Sonja Galvano          |
| - 47 kg   | Anita van der Pas | Bettina Engelking | Regina Singer          |
| - 47 kg   | Anita van der Pas | Bettina Engelking | Aytul Uçan             |
| - 51 kg   | Marion Gal        | Roberta Parisella | Veronika Six           |
| - 51 kg   | Marion Gal        | Roberta Parisella | Rafaela Velasco        |
| - 55 kg   | Züleyhan Tan      | Rocío Valverde    | Anna Ciampalia         |
| - 55 kg   | Züleyhan Tan      | Rocío Valverde    | Anne-Mette Christensen |
| - 60 kg   | Brigitte Evanno   | Maria Hörmann     | Elena Benítez          |
| - 60 kg   | Brigitte Evanno   | Maria Hörmann     | Yolanda Klaver         |
| - 65 kg   | Coral Bistuer     | Sema Kaya         | Bente Mathiesen        |
| - 65 kg   | Coral Bistuer     | Sema Kaya         | Anita Reniers          |
| - 70 kg   | Mandy de Jongh    | Angelika Biegger  | Michaela Huber         |
| - 70 kg   | Mandy de Jongh    | Angelika Biegger  | Fátima Mir             |
| + 70 kg   | Anne-Mieke Buijs  | Ute Güster        | Mia Keränen            |
| + 70 kg   | Anne-Mieke Buijs  | Ute Güster        | Christine Six          |